# Colepia abludo
Colepia abludo là một loài ruồi trong họ Asilidae. Colepia abludo được Daniels miêu tả năm 1983. Loài này phân bố ở miền Australasia.